# August Wilhelm Eichler
August Wilhelm Eichler (Neukirchen, 1839. április 22. – Berlin, 1886. március 2.) német botanikus. Botanikai szakmunkákban nevének rövidítése: „Eichler”.

## Élete
1857-től 1860-ig Marburgban a matematikát meg a botanikát tanulmányozta. Zur Entwickelungsgeschichte des Blattes mit besonderer Beröcksichtigung der Nebenblattbildungen (Marburg, 1861) című munkájával doktornak avatták. Még abban az esztendőben Martius mellé, Münchenbe ment asszisztensnek, itt 1865-ben magántanár, 1871-ben a grazi Joannaeumban a botanika tanára és a növénykert igazgatója lett. Ezt az állását 1873-ban a kielivel, 1878-ban pedig a berlinivel váltotta fel. Eichler főleg a virágok kifejlődését kutatta, s az egyes szervek morfológiai értékének megállapítását, és sok növénycsalád és génusz szisztematikai helyét helyesebb kijelölését sajátszerű módon értette. Eleinte Martius vezetése alatt a Flora Brasiliensis kiadásánál működött közre. Az alapító halála után a kiadást egymaga folytatta, s abban egész sereg család teljes monográfiáját dolgozta ki. A brazíliai cycadeák, tobzosok, fagyöngyfélék és balonophoraceák feldolgozása becses morfológiai és rokonságra vonatkozó eredményekkel bővelkedik. Számos cikkén kívül nevezetes munkája a Blütendiagramme (Lipcse, 1875-78, 2 kötet), mely mint alapvető a virágnak régibb morfologiáját az összehasonlító vizsgálat szellemével egészen átalakította. Hasznos a Beiträge zur Morphologie u. Systematik der Marantaceen (Berlin, 1884); Zur Eintwickelungsgeschichte der Palmblätter (uo. 1885); Syllabus der Vorlesungen über spezielle u. medicinisch-pharmazeutische Botanik (4. kiadás, Berlin, 1886); Die weiblichen Blüthe der Coniferen (uo. 1881); Ueber die Bildungsabweichungen der Fichtenzapfen (uo. 1882) című munkája is. 1881-től a Jahrbuch des königlichen botanischen Gartens u. des botanischen Museums zu Berlin művet adta ki.